# Mussismilia hispida
Mussismilia hispida é uma espécie de coral. É uma das espécies conhecidas pelo nome popular de "coral-cérebro".

## Introdução
A Mussismilia hispida desempenha um papel importante na construção de alguns recifes brasileiros por formarem parte da estrutura física destes ambientes. Essa espécie do filo cnidária é um dos tipos de corais pétreos. Os recifes de coral são um dos mais complexos ecossistemas do mundo e apresentam uma alta diversidade biológica, a espécie Mussismilia hispida, assim como outras espécies de corais, fornece abrigo e atua como um local protegido para a reprodução das espécies associadas.   

## Características da espécie

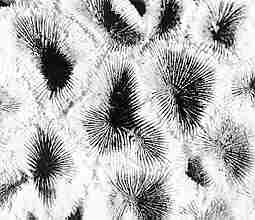
Foto aproximada da espécie

A colônia desta espécie tem uma forma hemisférica baixa, com diâmetro máximo em torno de 40 cm; é pouco aderente ao substrato e o animal vivo tem uma coloração que varia entre cinza claro, verde e azul. Difere da espécie Mussismilia braziliensis por apresentar os cálices maiores (cerca de 15 mm de diâmetro), arredondados, mais de quatro ciclos de septos, columela bem desenvolvida. Laborel (1969a) subdivide esta espécie em duas subespécies geográficas: Mussismilia hispida ssp tenuisepta.
Colônias do coral Mussismilia hispida crescem com formas semi-esféricas. Nas bases das colônias encontram-se bivalves e colônias de esponjas, briozoários e ascídias; na superfície viva, cirripédios e "caranguejos-galha" e na fauna endolítica estão presentes poliquetas, bivalves e sipúnculos. Apesar da sua importância ecológica, a espécie Mussismilia hispida, assim como outros recifes de coral estão sob constante ameaça, como o problema do branqueamento dos corais, o branqueamento pode ser causado pelo aquecimento global, aumento ou redução brusca da temperatura superficial da água do mar, aumento do fluxo de irradiação UV, alteração da salinidade e ação antrópica. Esse fenômeno leva à perda das microalgas chamadas zooxantelas que fazem simbiose com os corais. Essa perda ocasiona a redução da biomassa e da obtenção de carboidratos, diminuição da capacidade reprodutiva, das taxas de crescimento e calcificação, e mudança na composição das comunidades coralíneas em decorrência da morte de algumas espécies, causando assim um grande problema ao ecossistema marinho.    

## Habitat
A maior incidência de Mussismilia é em topos de corais, ou seja essa espécie é mais fácil de ser encontrada em recifes de corais, pois são animais de hábito colonial, com mais facilidade nos ápices dos corais. No Brasil, esta espécie tem sido observada a partir de águas muito rasas (0,5 - 0,1 m acima do chart datum) para profundidades de 3,9 m. Foi mais abundante entre 2,5-2,9 m. Tamanho da colônia observada variou de 1,3 - 65,3 cm. (Oigman-Pszczol e Creed 2004).
Especificamente localizados na costa das ilhas do Arquipélago de Fernando de Noronha e Atol das Rocas e os recifes da costa do Estado do Rio Grande do Norte, Paraíba, Pernambuco, Alagoas e Sergipe, e Mussismilia hispida ssp hispida, encontrada na costa dos estados da Bahia e do Rio de Janeiro e, em Ubatuba e São Sebastião, no Estado de São Paulo. 